# Mousa Alijani
Mousa Alijani (persisch موسی علیجانی, * 18. November 1965 in Maschak, Bezirk Astane-ye Aschrafiye, Nordiran) ist ein iranischer Musiker, Komponist, Filmemacher, Autor, Fotograf und Maler.

## Leben
Alijani wurde im Jahr 1965 im Dorf Maschak nahe der Stadt Rascht im Nordiran geboren, er studierte bis 1991 Literatur an der Universität Teheran. Seit 1988 publiziert Alijani Gedichte, Kurzgeschichten und Artikel in iranischen Zeitungen und Zeitschriften. Er nahm an verschiedenen lokalen, nationalen und internationalen Film Festivals als Direktor, Drehbuchautor, Komponist, Filmmusiker, Fotograf oder Jurymitglied teil. Außerdem ist er, nach über 20-jähriger Erfahrung in Musikunterricht mit Schwerpunkt Gesang und Geige, Leiter einer Musikschule namens Ava-ye Sarv-e Schomal („der Klang der nördlichen Zedern“) in der Stadt Rascht.

## Auszeichnungen
- Auszeichnung für die beste Handlung für den Film „Panjereh“ („Fenster“). Lucania Film Festival (Pisticci, Italien), 2006[2]
- erster Platz für das beste Drehbuch sowie Jury-Preis für den Film „Panjereh“, Teheran Short Films Festival (Teheran, Iran), 2006[3]
- Auszeichnung für das beste Bühnenbild für den Film „Panjereh“ Regional Cinema Festival (Ahwaz, Iran), 2006[4]
- Erster Platz für das beste Drehbuch für den Film „Chaschmandaz-e Mah Alood“, Black and White Cultural & Artistic Festival (Teheran, Iran), 2009
- Auszeichnung für das Buch des Jahres der Provinz Gilan für das Buch „Amuzesh-e Musighi be Kudakan“ durch das Ministerium für Bildung und Kultur des Iran, 2006